# Chocimino (normalnotorowy przystanek kolejowy)
Chocimino – zlikwidowany w 1945 roku przystanek osobowy w Chociminie, w gminie Polanów, w powiecie koszalińskim, w województwie zachodniopomorskim, w Polsce.